# Carol Hemming
Carol Hemming (geb. vor 1980) ist eine Maskenbildnerin.

## Leben
Hemming begann ihre Karriere im Filmstab 1980 bei Matthew Chapmans Drama Hussy mit Helen Mirren in der Hauptrolle. 1983 arbeitete sie erstmals unter Regisseur James Ivory, bis 2009 folgten insgesamt zehn gemeinsame Filme, darunter Zimmer mit Aussicht, Wiedersehen in Howards End und Was vom Tage übrig blieb. Eine weitere langjährige Zusammenarbeit verbindet sie mit Kenneth Branagh, unter dessen Regie sie zwischen 1994 und 2017 fünf Mal arbeitete. Zu weiteren renommierten Regisseuren, unter denen Hemming arbeitete, zählen Oliver Parker, Nicolas Roeg, Tim Burton und Gore Verbinski. 1995 war Hemming für Kenneth Branaghs Literaturverfilmung Mary Shelley’s Frankenstein zusammen mit Daniel Parker und Paul Engelen für den Oscar in der Kategorie Bestes Make-up und beste Frisuren nominiert, es gewann in diesem Jahr jedoch Ed Wood.
Neben ihren Filmengagements war Hemming auch gelegentlich für das Fernsehen tätig, darunter der Fernsehfilm Die Wannseekonferenz und die Miniserie Die Nebel von Avalon, für die sie 2002 für den Primetime Emmy nominiert war.

## Filmografie (Auswahl)
- 1985: Zimmer mit Aussicht (A Room with a View)
- 1986: Castaway – Die Insel (Castaway)
- 1992: Wiedersehen in Howards End (Howards End)
- 1993: Was vom Tage übrig blieb (The Remains of the Day)
- 1994: Mary Shelley’s Frankenstein
- 1995: Othello
- 1999: Ein Sommernachtstraum (A Midsummer Night’s Dream)
- 2000: Verlorene Liebesmüh’ (Love’s Labour’s Lost)
- 2001: Just Visiting (Les visiteurs en Amérique)
- 2007: Der Sternwanderer (Stardust)
- 2009: Gemeinsam stärker – Personal Effects (Personal Effects)
- 2012: Dark Shadows
- 2013: Lone Ranger (The Lone Ranger)
- 2014: Jack Ryan: Shadow Recruit
- 2015: Cinderella
- 2017: Mord im Orient Express (Murder on the Orient Express)
- 2019: Maleficent: Mächte der Finsternis (Maleficent: Mistress of Evil)
- 2020: Artemis Fowl
- 2020: Enola Holmes
- 2020: French Exit
- 2023: Ant-Man and the Wasp: Quantumania

## Nominierungen (Auswahl)
- 1995: Oscar-Nominierung in der Kategorie Bestes Make-up und beste Frisuren für Mary Shelley’s Frankenstein